# Arenicola
Arenicola – rodzaj wieloszczetów z rzędu Capitellida i rodziny Arenicolidae.

## Morfologia
Ciało grube, cylindryczne, wyraźnie podzielone na 3 części: przedskrzelową (prebranchial), skrzelową (branchial) i pozbawioną szczecinek ogonową (caudal). Skrzela (branchiae) obecne od siódmego uszczecinionego segmentu jako grube pęczki lub cienkie nitki. Neuropodia segmentów skrzelonośnych zbliżone środkowo-brzusznie. Obecna pojedyncza para oesophageal sacs.

## Taksonomia
Rodzaj opisał w 1801 roku Jean-Baptiste Lamarck. Gatunkiem typowym jest Lumbricus marinas opisany w 1758 roku przez Karola Linneusza.
Do rodzaju zalicza się 7 opisanych gatunków:
- Arenicola bombayensis Kewalarami, Wagh et Ramade, 1960
- Arenicola brasiliensis Nonato, 1958
- Arenicola cristata Stimpson, 1856
- Arenicola defodiens Cadman et Nelson-Smith, 1993
- Arenicola glasselli Berkeley et Berkeley, 1939
- Arenicola loveni Kinberg, 1866
- Arenicola marina (Linnaeus, 1758) – piaskówka